# Louie Ramírez
Louie Ramírez est un musicien jouant des timbales, du vibraphone et des claviers, compositeur et directeur musical de groupes, producteur-arrangeur surnommé le Quincy Jones de la salsa, né le 24 février 1938 à New York et décédé d'une crise cardiaque le 7 juin 1993.
Il fait des études classiques de piano puis est entré à la Juilliard School.
Après avoir assisté à un concert de Noro Morales (en), il décide de s'orienter vers la musique latine.
Il joue avec le Joe Loco Quintet (cousin de sa femme) et le Vicentico Valdés Band.
Il participe (composition, arrangement) à quelques titres du premier album de Johnny Pacheco, Pacheco y su Charanga Vol. I.
Il participe à l'enregistrement de Jazz Espagnole de Sabú Martínez en 1960 et enregistre aussi Latin Jazz Quintet en 1961.
Il sort son premier album solo Introducing Louie Ramírez en 1964 puis sort Good News sur le label Fania et Latin Au Go Go en 1965; 
Il dirige le groupe Conjunto Chango et joue du vibraphone sur Vibes Galore en 1966, album sur lequel figure aussi le chanteur Willie Torres; Il sort un album de boogaloo In The Heart Of Spanish Harlem (1967) qui a peu marché; puis un autre album, Ali Baba (1968) sur le label Fania, avec, au chant Bobby Marín (qui chante en anglais) et Rudy Calzado (qui chante en espagnol).
Il joue avec Charlie Palmieri et Joe Cuba (1968) puis collabore avec Pete Bonet, ancien chanteur de Ray Barretto; Le duo sort les albums The Odds Are On (1969) et Pete And Louie: The Beautiful People.

## Suite de sa carrière discographique
- Louie Ramírez y Tito Rodríguez : En Algo Nuevo
- Típico (1974) avec le chanteur Victor Velázquez (ex chanteur de Charlie Palmieri) et le conguero Papo Pepin.
- A Different Shade Of Black (1976) destiné au "cross-over";
- Louie Ramírez y sus Amigos (1978) avec deux reprises des Beatles (Because, arrangée en danzón par Sonny Bravo (en) et Something), le tube Paula C composé et chanté par Rubén Blades. On retrouve sur cet album les chanteurs Azuquita et Adalberto Santiago;
- Salsa Progresiva avec au chant Tito Allen et Ismael Quintana, et aussi Jimmy Sabater (en) qui reprend Sha-La Means I Love You de  Barry White (avec Angela Bofill dans les chœurs).
- Salsero (1980), avec le pianiste et producteur-arrangeur Isidro Infante.
- O Gringo avec Bernard Lavilliers (1980).
- Noche Caliente (1982), avec Ray de la Paz et José Alberto, considéré comme l'album à l'origine de la salsa romántica;
- Super Cañonalos con Louie Ramírez' (1983) avec Isidro Infante au piano, et Ray de la Paz.
- Con Caché! (1984) avec Solo Tu Y Yo, la reprise salsa de Just The Two Of Us de Bill Withers;
- Alegres y Romanticos (1985)
- Sabor con Clase! (1986)
- A Tribute To Cal Tjader (1987) avec Paquito D'Rivera au alto, Mario Rivera à la flute et aux saxos; José Fajardo à la flute,
- Louie Ramírez y Super Banda, avec les chanteurs Tony Vega et Jorge Maldonado;
- El Genio (1989)
- Louie Ramírez y sus Amigos (1990)
- The King Of Latin Vibes '(1991) (Latin jazz)
- Otra Noche Caliente avec Ray de la Paz (1992)

## Son décès
Après deux crises cardiaques et une hémorragie cérébrale, Louie Ramirez n'a pas voulu écouter les conseils de ses médecins et a continué à jouer; Sa troisième crise cardiaque lui a été fatale.
Preparate Bailador, l'album qu'il préparait avec Ray de la Paz est sorti par la suite; Cheo Feliciano et Ray de la Paz lui ont rendu un hommage en chantant Recordando A Louie lors du concert qui a donné l'album live Combinación Perfecta.